# اسپرغم
اسپرغم یا سپرغم یا اسپرم یا اسپرهم یا سپرهم یا سپرم شاه یا اسپرم شاه یا سپرغم شاه یا شاه اسفرهم  گیاهی است که آن را ریحان یا نازبو یا ضیمران گویند و به روایت بندهشن به امشاسپند شهریور اختصاص دارد. گاه به طور کلی بر «هر گیاه خوشبو» گفته می‌شود. ابوعلی بلعمی آورده که چون خداوند توبهٔ آدم را بپذیرفت، از شادی گریستن به آدم افتاد و صد سال از خرمی و شکر همی گریست و از آن آب چشم، که از پس توبهٔ آدم بیرون آمد، همه گل و اسپرغم‌ها و بوهای خوش برست.